# Бат-Ям
Бат-Ям (івр. בַּת יָם, досл. «дочка моря», «русалка»; насправді це абревіатура від івр. בת ירושלים, досл. «дочка Єрусалиму») — місто та курорт в Ізраїлі, розташоване в Тель-Авівському окрузі, входить в агломерацію Ґуш-Дан, у 4 км від Тель-Авіва з півдня і у 2 км. від старого міста Яффо. Населення — 128,200 тисяч мешканців (2011).
Один з улюблених морських курортів ізраїльтян. Має понад 3 км піщаних пляжів, великий міський парк, найсучасніші центри відпочинку, велику штучну ковзанку. Можна відвідати культурний центр «Бен-арі» і художній музей «Будинок рибалки». У Бат-Ямі щоліта проходить Міжнародний фестиваль вуличного театру.

## Історія
Бат-Ям був заснований у 1926 році 13 сім'ями, що оселилися в піщаних дюнах уздовж моря, та мав назву Баіт-ва-Ґан, що в перекладі з івриту означає «Дім і Сад». Під час безладів 1929 року Бат-Ям зазнав нападу палестинських бійців з Яффо і був евакуйований британською владою. У 1930 році місто знову заселили, а в 1936 році було надано статус міської ради, адміністративної одиниці схожою з містом, та перейменовано у Бат-Ям.
У перші роки після створення Держави Ізраїль Бат-Ям пережив період бурхливого розвитку викликаний масовою імміграцією, місто стало стрімко зростати. Населення зросло до 30 000 осіб. У 1958 році Бат-Ям отримало статус міста. Подальший розвиток Бат-Ям припав на початок 1980-х — кінець 1990-х років і було викликано другою хвилею імміграції євреїв з колишнього Радянського Союзу та Ефіопії. В даний час у Бат-Ямі налічується досить велика арабська громада і проживає переважна більшість в'єтнамських ізраїльтян або в'єтнамців ізраїльського походження.

## Відомі мешканці
- Аш Шалом (Asz) (1880-1957) — єврейський письменник
- Ґал Шіш (івр. גל שיש 28 січня 1989, Бат-Ям) — ізраїльський футболіст, лівий захисник «Волині» та національної збірної Ізраїлю.
- Метт Геймовіц (3 грудня 1970) — відомий віончеліст
- Noa (івр. נועה; справжнє ім'я — Ахіноам Ніні, івр. אחינועם ניני; нар. 23 червня 1969, Тель-Авів, Ізраїль) — ізраїльська естрадна співачка й автор пісень, разом з Мірою Авад  представляє Ізраїль на Пісенному конкурсі Євробачення 2009 року в Москві
- Меїр Даґан (івр. מאיר דגן) — генерал-майор армії Ізраїлю, директор служби зовнішньої розвідки Ізраїлю «Моссад» з 2002 року до січня 2011 року.

## Галерея

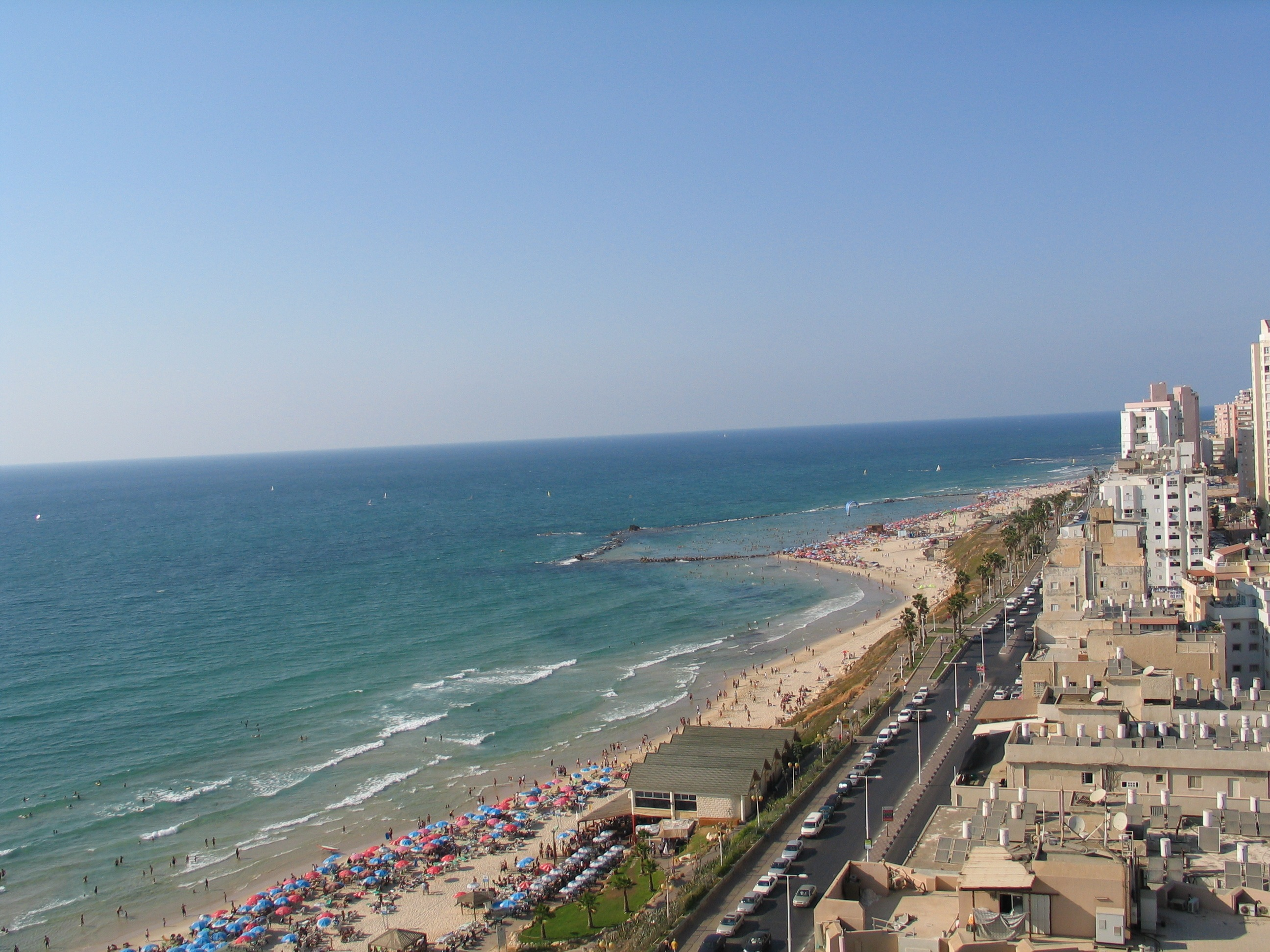
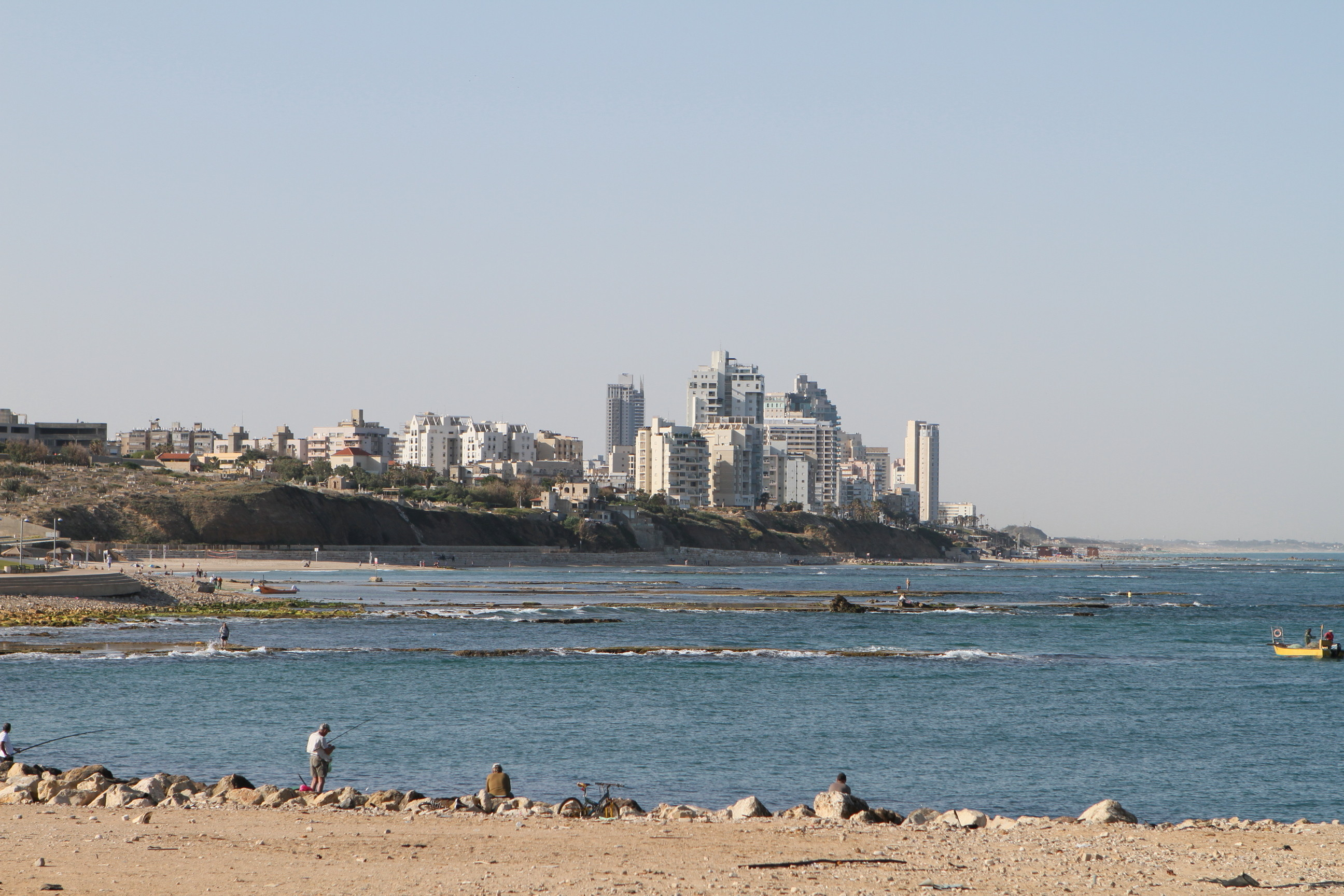
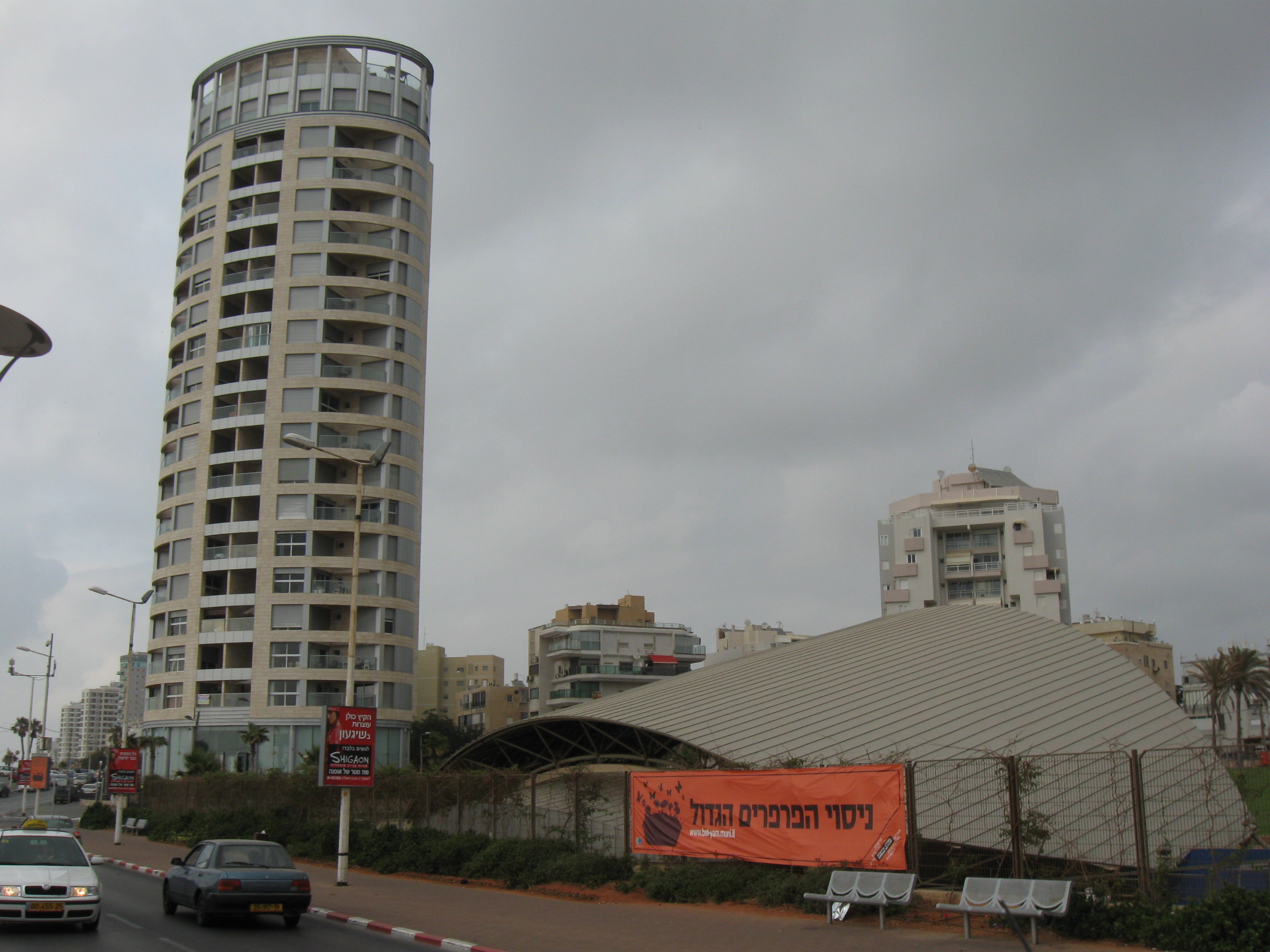
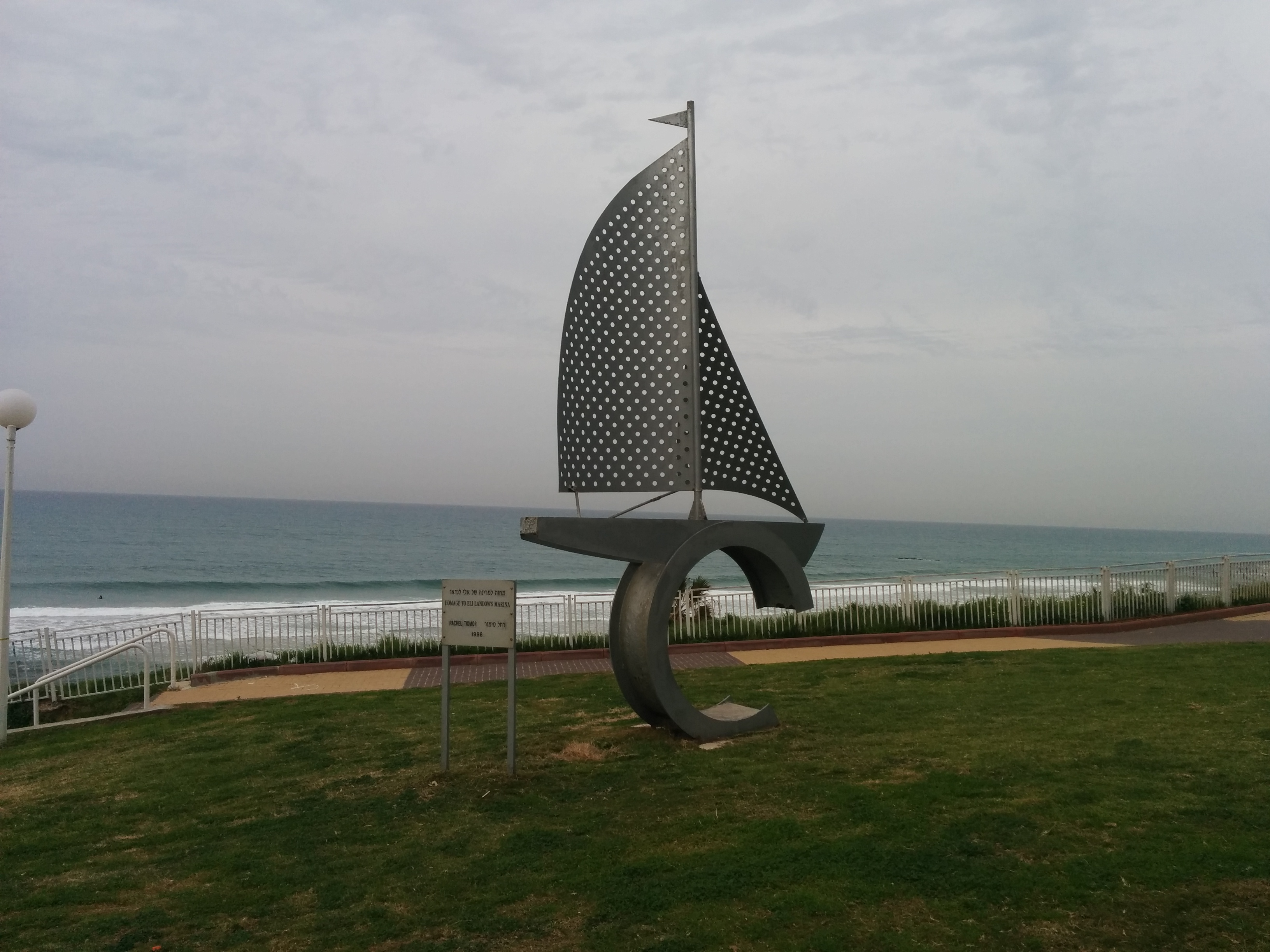
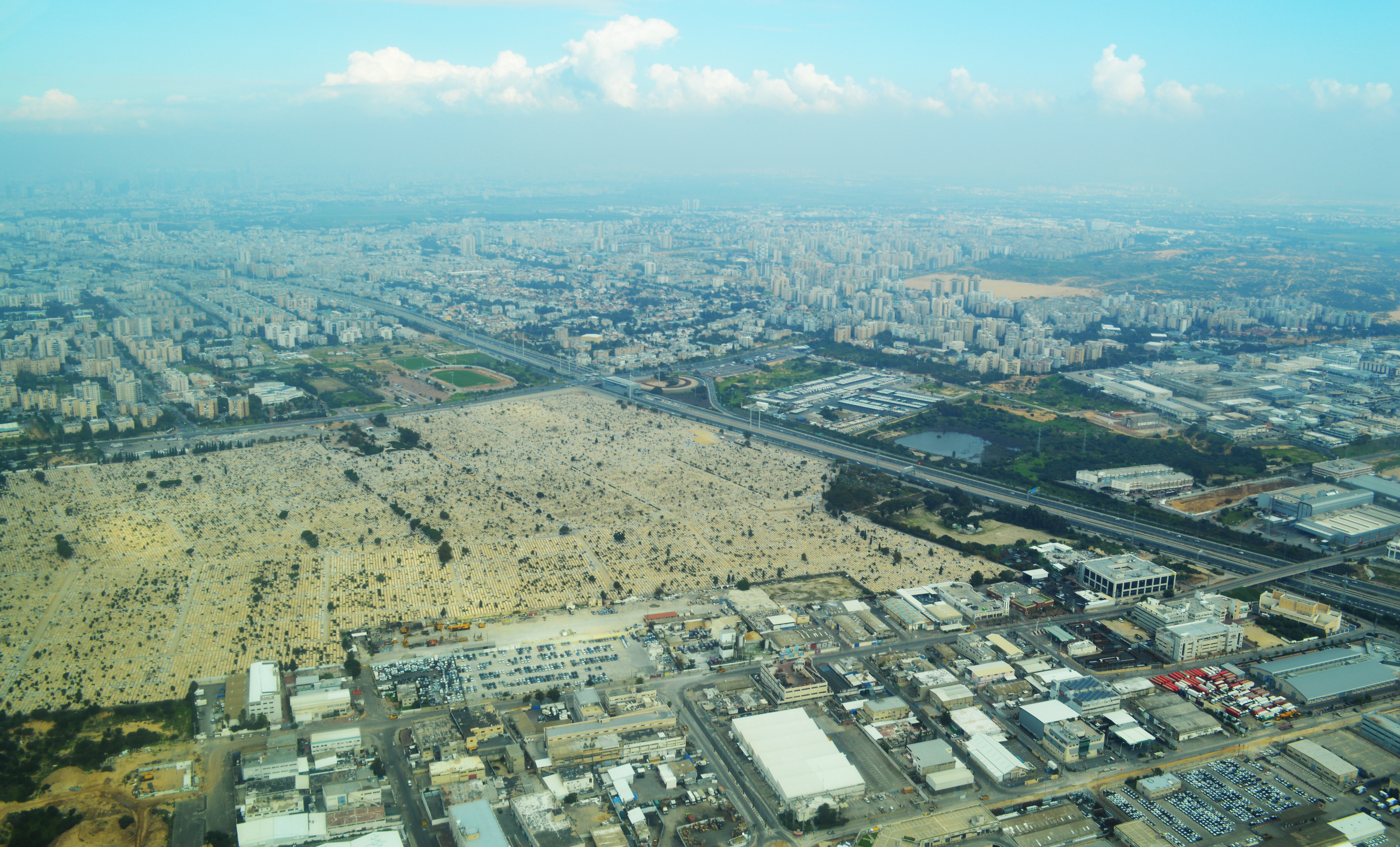
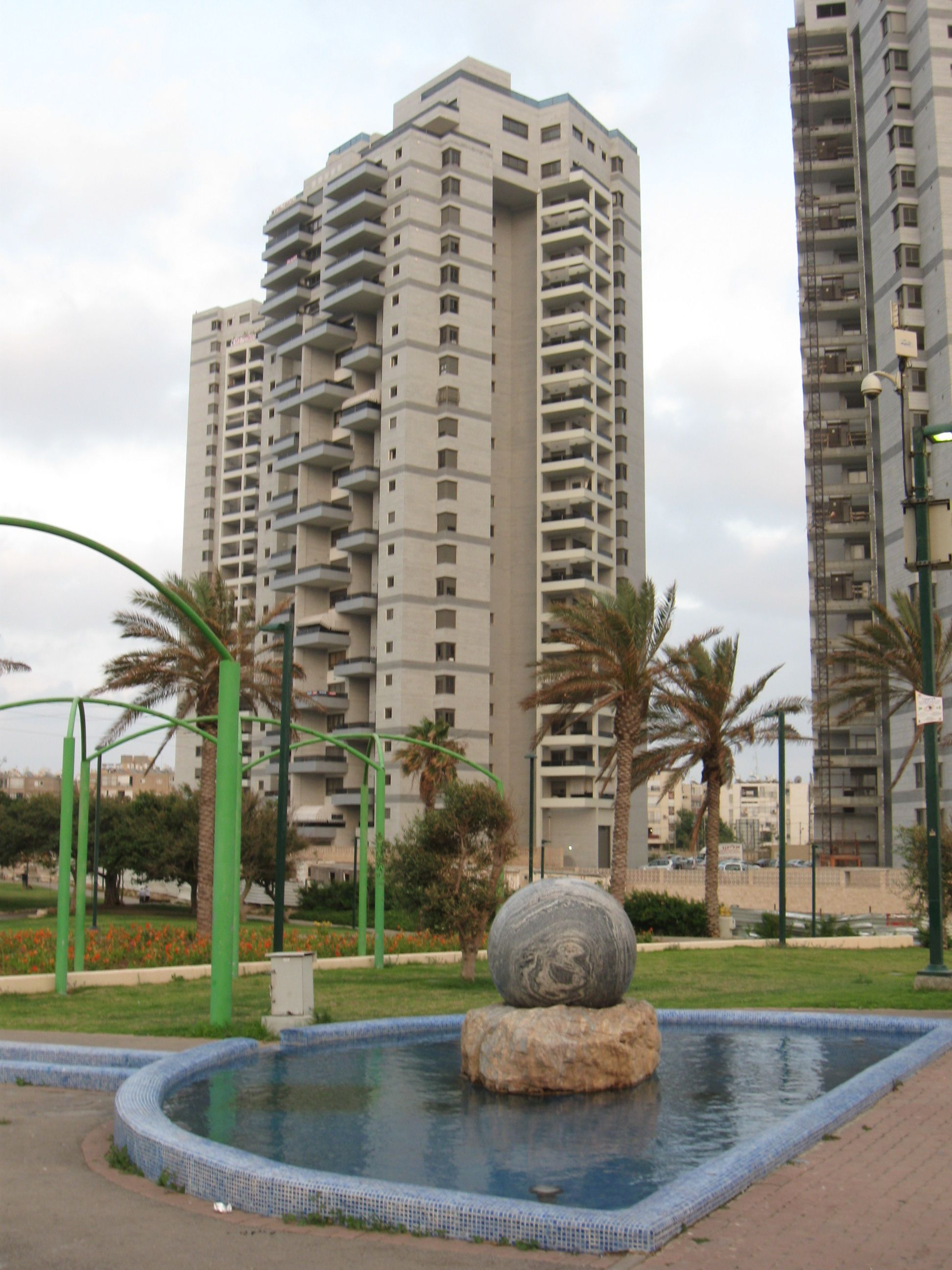
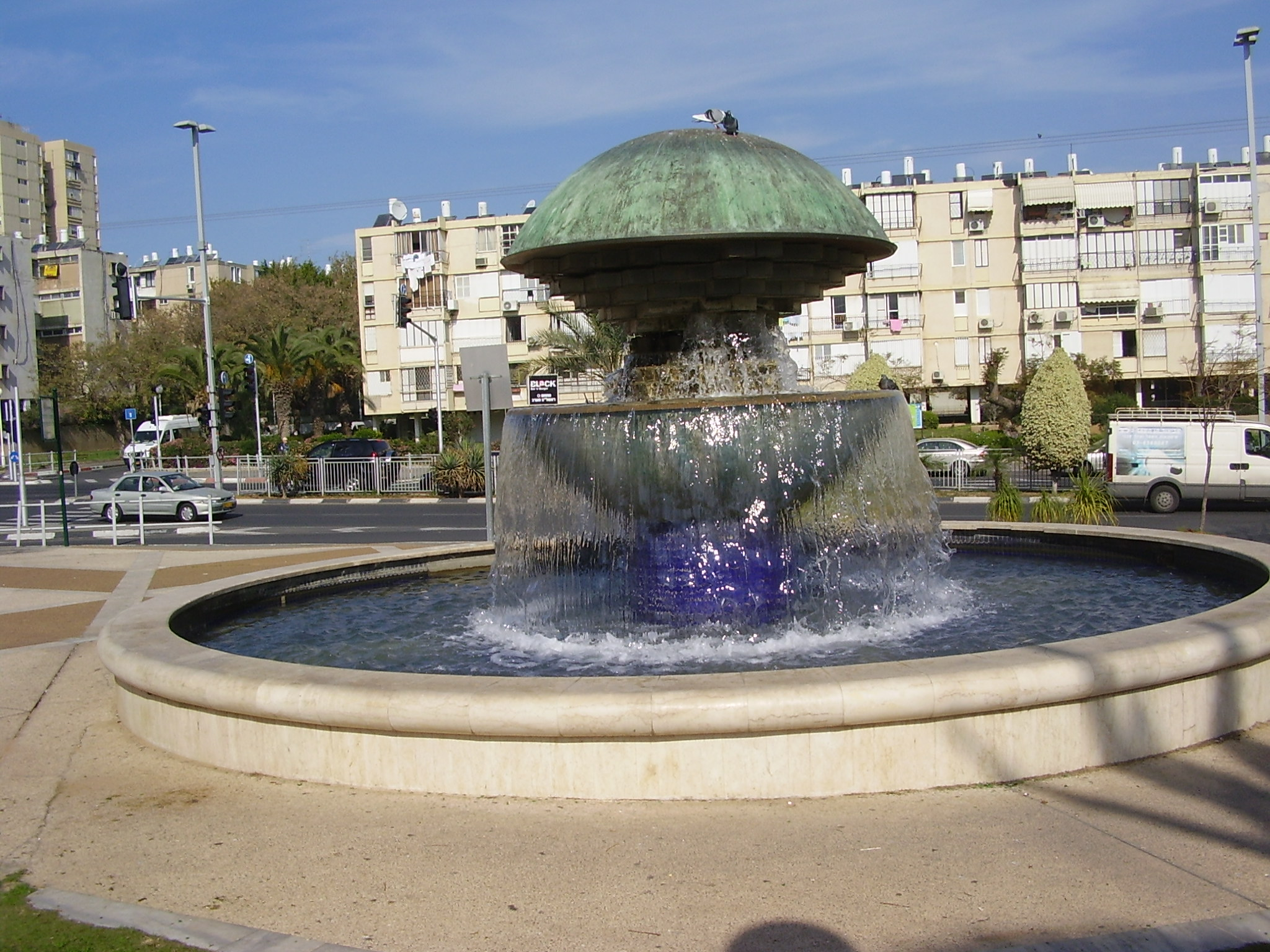
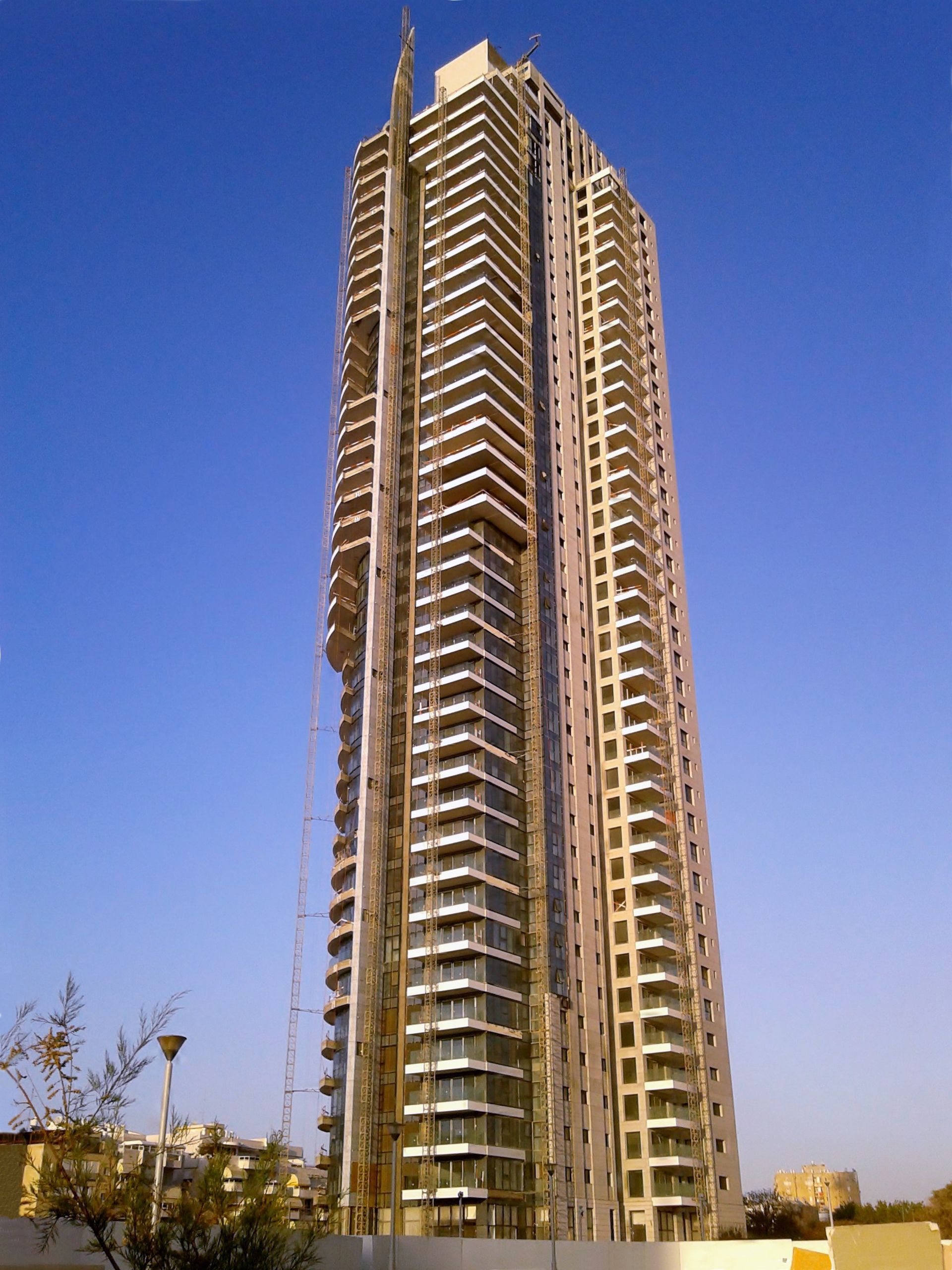
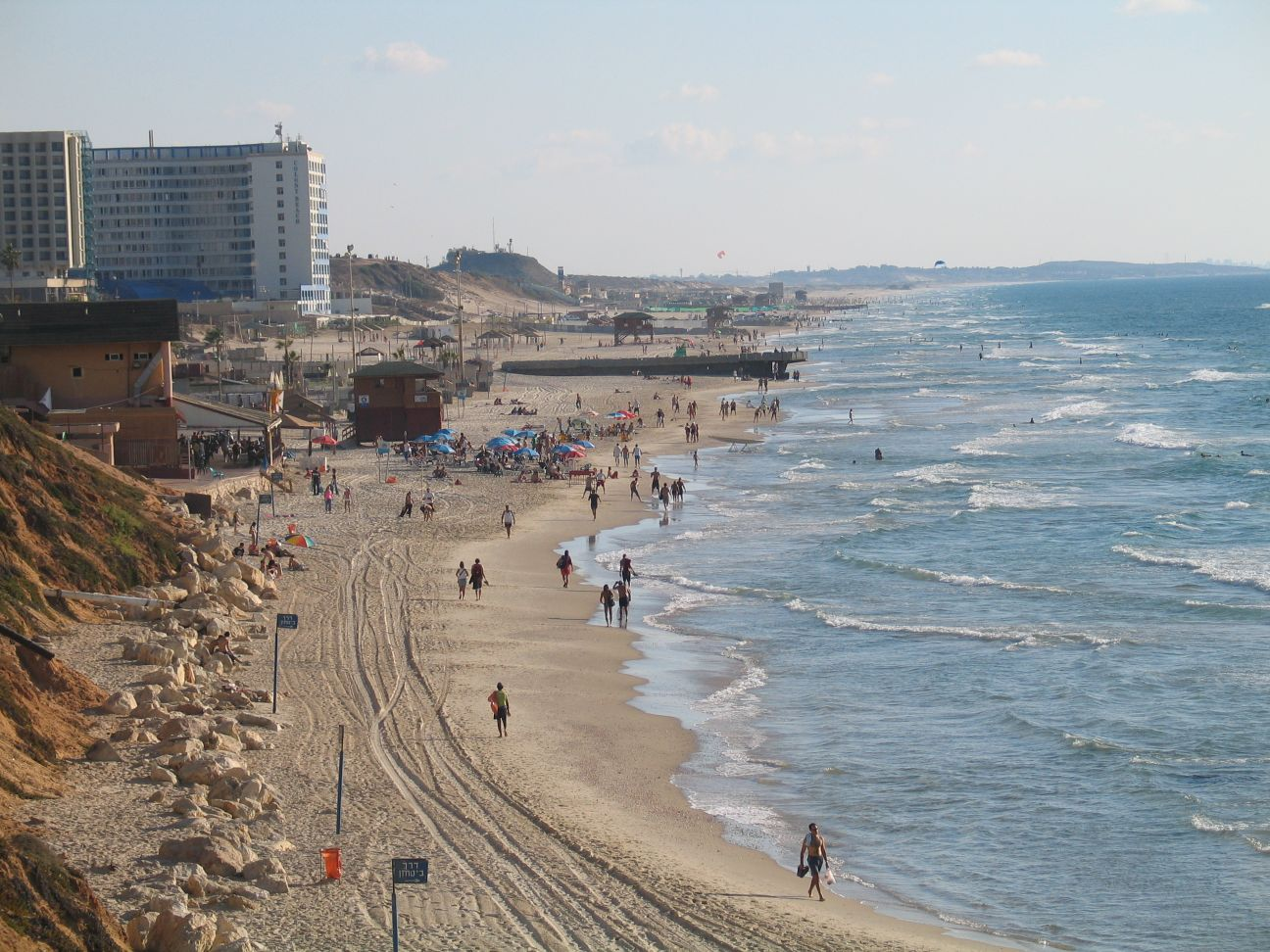
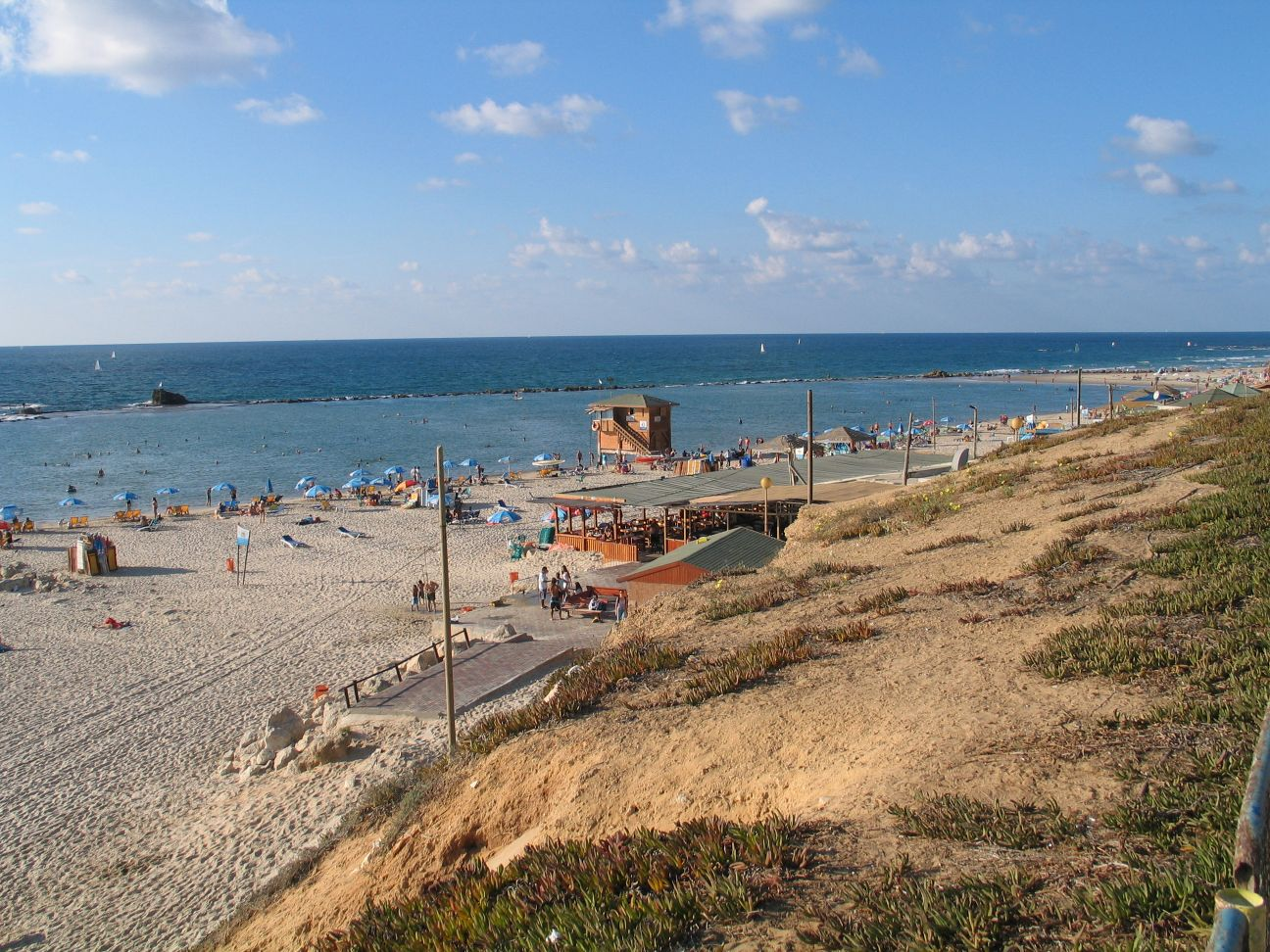

## Міста-побратими
- Ліворно, Італія
- Віллербанн, Франція
- Вальпараїсо, Чилі
- Аурих, Німеччина
- Крагуєваць, Сербія
- Кутно, Польща
- Анталья, Туреччина
- Вінниця, Україна
- Кострома, Росія
- Салінас, Еквадор